# جمهورية الموز

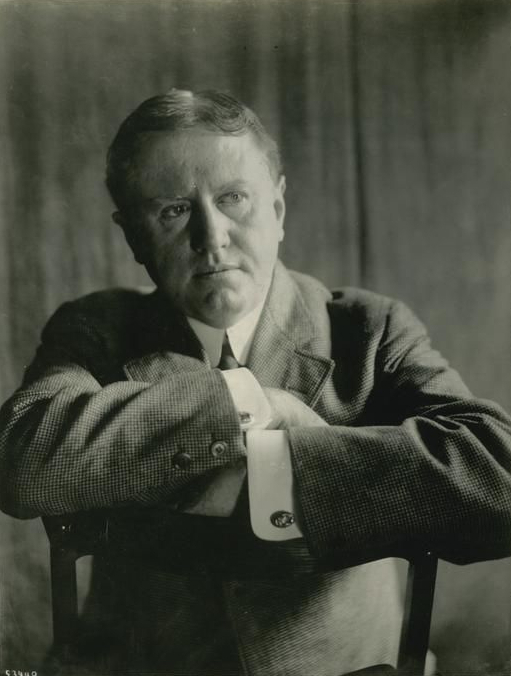
الكاتب الأمريكي أوليفر هنري الذي صاغ مصطلح جمهورية الموز للإشارة إلى هندوراس في ملفوف والملوك

جمهورية الموز هو مصطلح ساخر يطلق للانتقاص من أو ازدراء دولة غير مستقرة سياسيا، وليس لها ثقل سياسي واقتصادي بين دول العالم، يعتمد اقتصادها على عدد قليل من المنتجات كزراعة الموز مثلا، ومحكومة بمجموعة صغيرة ثرية وفاسدة. لا يزال هذا المصطلح يستخدم غالبا بطريقة مهينة لوصف بعض حكومات بعض البلدان في أمريكا الوسطى ومنطقة بحر الكاريبي، بل يتسع ليشير إلى دول أمريكا الجنوبية وآسيا وأفريقيا.
صاغ المصطلح في بادئ الأمر الكاتب الأمريكي أوليفر هنري للإشارة إلى هندوراس في ملفوف والملوك (1904 ، مجموعة قصص قصيرة تجري أحداثها في أمريكا الوسطى) ليطلق على الحكومات الدكتاتورية التي تسمح ببناء مستعمرات زراعية شاسعة على أراضيها مقابل المردود المالي. أما الاستخدام الحديث للمصطلح فجرى ليوصف به أي نظام غير مستقر أو دكتاتوري، وبالأخص عندما تكون الانتخابات فيه مزورة أو فاسدة، ويكون قائدها خادماً لمصالح خارجية.

## أصل الكلمة
في القرن التاسع عشر، صاغ الكاتب الأمريكي أوليفر هنري (وليام سيدني بورتر 1862 – 1910) مصطلح جمهورية الموز لوصف جمهورية أنكوريا الخيالية في كتاب الكرنب والملوك (1904)، وهو عبارة مجموعة من القصص القصيرة ذات الصلة بالموضوع والمستوحاة من تجاربه في هندوراس، حيث عاش ستة أشهر حتى يناير 1897 مختبئًا في فندق في تروخيو بولاية كولون عندما كان مطلوبًا في الولايات المتحدة بتهمة الاختلاس من أحد البنوك.
في أوائل القرن العشرين، كانت شركة الفواكه المتحدة، وهي شركة أمريكية متعددة الجنسيات، مساهمة في خلق ظاهرة جمهورية الموز. إلى جانب شركات أمريكية أخرى، مثل شركة كوياميل للفواكه، وبدعم من حكومة الولايات المتحدة في بعض الأحيان، خلقت الشركات الظروف السياسية والاقتصادية والاجتماعية التي أنشأت جمهوريات الموز في بلدان أمريكا الوسطى مثل هندوراس وغواتيمالا.

## المنشأ
بدأ تاريخ جمهورية الموز بإدخال فاكهة الموز إلى الولايات المتحدة في عام 1870، بواسطة لورينزو داو بيكر كابتن سَكّونة تلغراف، الذي اشترى الموز في جامايكا وباعه في بوسطن بربح 1000%. كان للموز شعبية لدى الأميركيين كفاكهة استوائية مغذية أقل تكلفة من الفواكه المزروعة محليًا في الولايات المتحدة، مثل التفاح؛ في عام 1913، كان مبلغ 25 سنتًا (ما يعادل 6.34 دولار في عام 2018) يشتري دزينةً من الموز، ولكن تفاحتين فقط. في عام 1873، لإنتاج الطعام لعمال السكك الحديدية الأمريكيين، أقام عمالقة السكك الحديدية الأمريكية هنري ميغز وابن أخيه ماينور سي. كيث مزارع الموز على طول السكك الحديدية التي أنشأاها في كوستاريكا؛ واعترافًا منهما بربحية تصدير الموز، بدأا بتصدير الفاكهة إلى جنوب شرق الولايات المتحدة.
في منتصف السبعينيات، ولإدارة المشاريع التجارية الصناعية والزراعية في بلدان أمريكا الوسطى، أسس ماينور كيث شركة التجارة والنقل الاستوائية: وهي نصف ما سيصبح لاحقًا الشركة المتحدة للفواكه (UFC)، وبحلول ثلاثينيات القرن العشرين، كانت التوترات السياسية والاقتصادية الدولية التي خلقتها الشركة المتحدة للفواكه سببًا في تمكين الشركة من السيطرة على 80% إلى 90% من أعمال الموز في الولايات المتحدة.
بحلول أواخر القرن التاسع عشر، سيطرت ثلاث شركات أميركية متعددة الجنسيات (شركة الفواكه المتحدة، وشركة ستاندرد، وشركة كويمال للفواكه) على زراعة الموز وحصاده وتصديره، وسيطرت على البنية الأساسية للطرق والسكك الحديدية والموانئ في هندوراس. وفي المناطق الساحلية الشمالية بالقرب من البحر الكاريبي، تخلت حكومة هندوراس عن 500 هكتار لشركات الموز (2000 فدان/ميل) من خط سكة حديد مستخرج، رغم عدم وجود خدمة للسكك الحديدية إلى العاصمة تيغوسيغالبا. وبين الشعب الهندوراسي، عرفت شركة الفاكهة المتحدة باسم «الأخطبوط»، لأن نفوذها سيطر على المجتمع الهندوراسي، وسيطر على الهياكل الأساسية للنقل في بلدانهم، وتلاعب أحيانًا بالسياسة الوطنية في هندوراس بالعنف ضد العمال.
بحلول ثلاثينيات القرن العشرين، كانت الشركة المتحدة للفواكه تمتلك 3.5 مليون فدان من الأراضي في أمريكا الوسطى ومنطقة البحر الكاريبي، وكانت أكبر مالك في غواتيمالا. وقد أعطت هذه الحيازات قدرًا عظيمًا من القوة على حكومات البلدان الصغيرة. كان ذلك أحد العوامل التي تؤكد ملائمة عبارة «جمهورية الموز».

### غواتيمالا
عانت غواتيمالا من التأثير الاجتماعي والاقتصادي الإقليمي لـ«جمهورية الموز»: توزيع الأراضي الزراعية والثروة الطبيعية بشكل غير عادل، والتنمية الاقتصادية المتفاوتة، واعتماد الاقتصاد على عدد قليل من المحاصيل التصديرية؛ عادة الموز والبن وقصب السكر. كان التوزيع غير العادل للأراضي سببًا أساسيًا للفقر، وما يصاحب ذلك من السخط السياسي الاجتماعي والتمرد.
في الخمسينيات، سعت الشركة المتحدة للفواكه إلى إقناع حكومات الرئيسين الأمريكيين هاري ترومان (1945 – 1953) ودوايت أيزنهاور (1953 – 1961) بأن الحكومة الشعبية المنتخبة للرئيس ياكوبو غوربينز غوزمان في غواتيمالا كانت مؤيدة للسوفييت سرًا لأنها صادرت «أراضي شركات الفواكه» غير المستخدمة إلى الفلاحين الذين لا يملكون أرضًا.

## التفسيرات الحديثة
في بعض الأحيان، كانت البلدان التي حصلت على الاستقلال من القوى الاستعمارية في القرنين العشرين والحادي والعشرين تميل إلى تقاسم سمات جمهوريات الموز بسبب تأثير الشركات الخاصة الكبيرة في سياساتها؛ على سبيل المثال، المالديف (شركات المنتجعات)، تشيلي (شركات تعدين أجنبية)، والفلبين (صناعة التبغ، حكومة الولايات المتحدة وشركاتها).
وفي 14 مايو 1986، ذكر أمين الخزانة الأسترالي آنذاك بول كيتنغ أن أستراليا قد تصبح جمهورية موز. وقد تلقى ذلك الكثير من التعليقات والنقد، وينظر إليه على أنه جزء من نقطة تحول في تاريخ أستراليا السياسي والاقتصادي.

## وصلات خارجية
- نائب تونسي يصف بلاده بـ «جمهورية الموز» وأعضاء الإئتلاف الحاكم يثورون غضبا
- ما هي «جمهورية الموز» التي ذكرها الوزير عادل الجبير